# Inhassoro (distrito)

Localização do distrito de Inhassoro em Moçambique

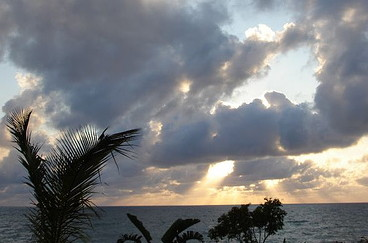
Pôr-do-sol no distrito de Inhassoro - Moçambique.

O distrito de Inhassoro está situado na parte setentrional da província de Inhambane, em Moçambique. A sua sede é a vila de Inhassoro.
Tem limites geográficos, a norte com o distrito de Govuro, a leste com o Oceano Índico, a sul com os distritos de Vilanculos, Massinga e Funhalouro e a oeste com o distrito de Mabote.
O distrito de Inhassoro tem uma superfície de 4 746 Km² e uma população de 48 537, de acordo com os resultados preliminares do Censo de 2007, tendo como resultado uma densidade populacional de 10,2 habitantes/Km². A população recenseada em 2007 representa um aumento de 11,8% em relação aos 43 406 habitantes registados no Censo de 1997.

## Divisão Administrativa
O distrito está dividido em dois postos administrativos: (Inhassoro e Bazaruto), compostos pelas seguintes localidades:
- Posto Administrativo de Inhassoro: 
  - Cometela
  - Inhassoro
  - Maimelane
  - Nhapele
- Posto Administrativo de Bazaruto: 
  - Bazaruto

## Economia
É no distrito de Inhassoro que se situam as instalações de extracção e processamento de gás natural de Temane  e a ilha de Bazaruto (a maior ilha do Arquipélago de Bazaruto) com notáveis explorações turísticas.

## Ligação externa
Perfil do distrito de Inhassoro